# Paradoxe de Saint-Pétersbourg

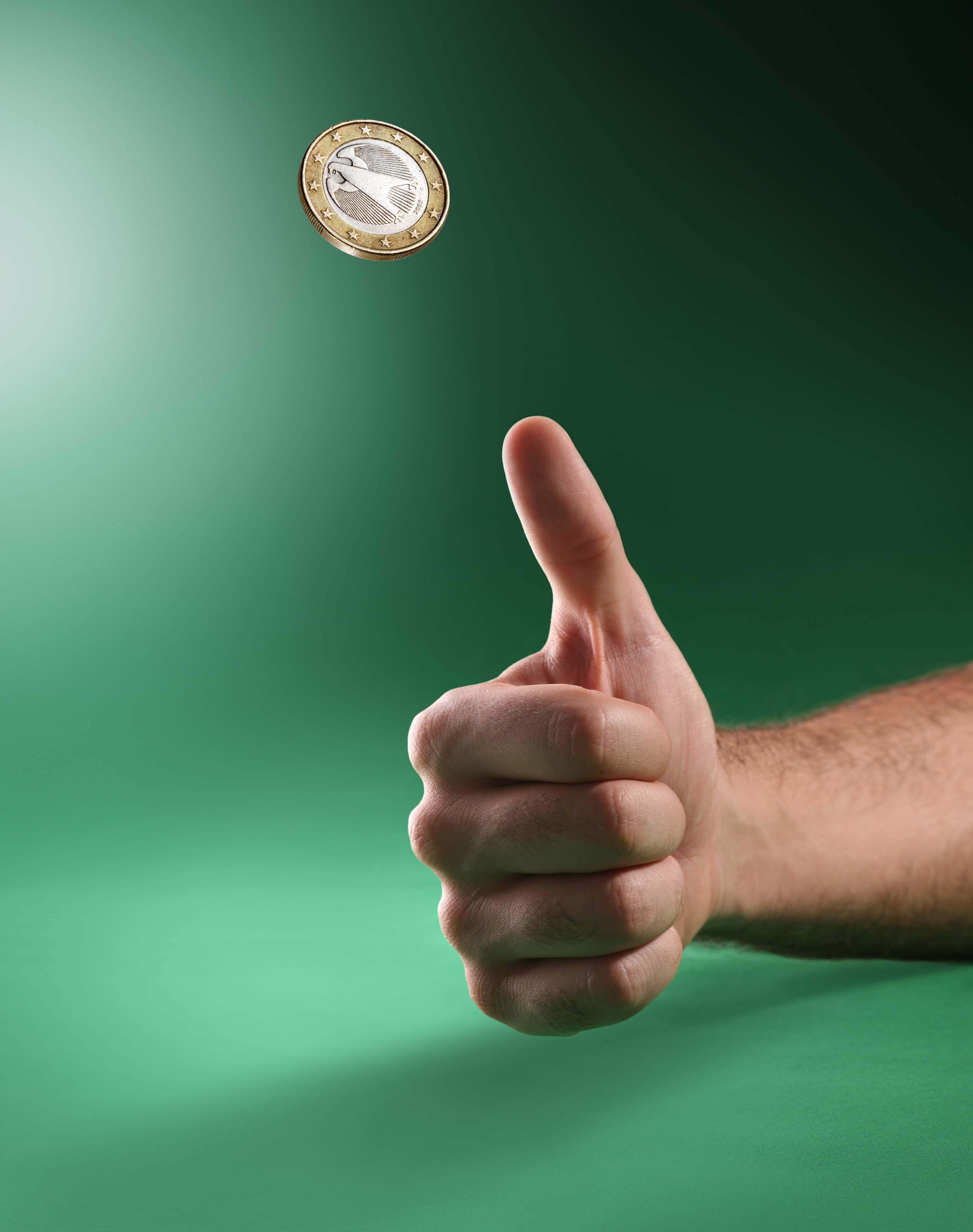
Un lancer de pièce, expérience aléatoire au centre du paradoxe de Saint-Pétersbourg

Le paradoxe de Saint-Pétersbourg est un paradoxe lié aux probabilités et à la théorie de la décision en économie. Il consiste en un jeu de loterie modélisé par une variable aléatoire dont l'espérance mathématique est infinie, mais pour lequel les participants n'accepteraient de payer qu'une petite somme d'argent pour y jouer. Le paradoxe de Saint-Pétersbourg montre qu'un critère de décision naïf basé uniquement sur l'espérance mathématique amène à des choix que personne ne ferait dans la pratique. Différentes approches ont été proposées pour résoudre ce paradoxe.

## Historique

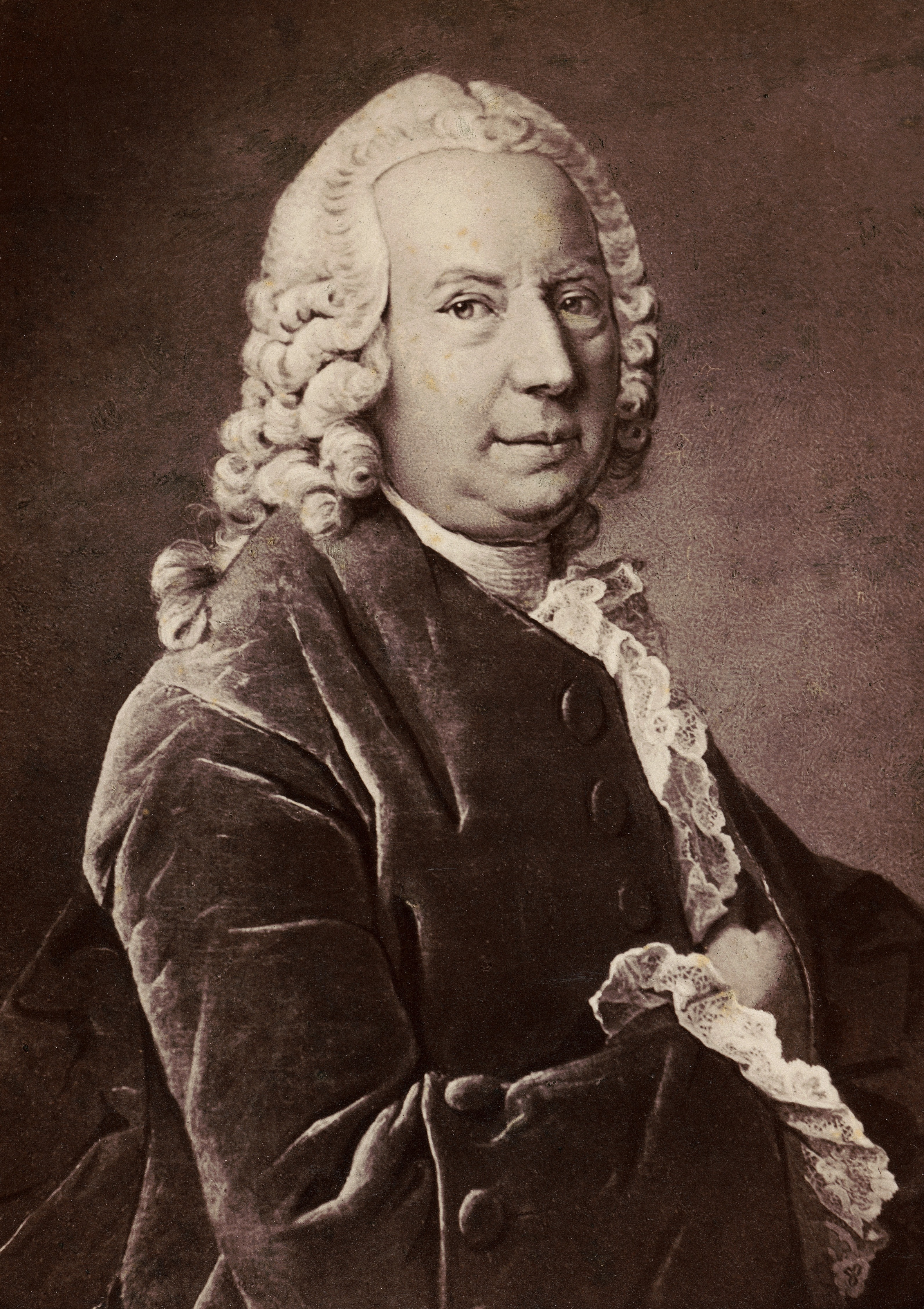
Daniel Bernoulli, vers 1750

Ce paradoxe a été énoncé en 1713 par Nicolas Bernoulli.
La première publication est due à Daniel Bernoulli, « Specimen theoriae novae de mensura sortis », dans les Commentarii de l'Académie impériale des sciences de Saint-Pétersbourg (d'où son nom). Mais cette théorie[Laquelle ?] remonte à une lettre de Gabriel Cramer à Nicolas Bernoulli, dans laquelle Craemer propose une réponse à ce paradoxe. Pour ces deux auteurs, le joueur refuse de tout miser car il ne peut risquer de perdre tout son argent. Dans cette théorie de l'espérance morale formalisée par Bernoulli, ils introduisent une fonction d'utilité marginale. Cependant, ces deux auteurs divergent sur la fonction d'utilité : logarithme naturel pour Bernoulli et racine carrée pour Cramer.
Ces idées sont reprises plus tard par les  marginalistes. Puis la théorie de l'espérance morale fut largement débattue dans les années d'après-guerre. Des mathématiciens comme Émile Borel jugent cette théorie intéressante d'un point de vue psychologique mais sans intérêt pratique et maintenant « abandonnée », tandis que des économistes s'intéressant à la théorie des jeux développent largement le concept et la fonction utilité. Maurice Allais propose une étude systématique du comportement des agents économiques et souligne la difficulté de définir la rationalité d'un agent économique dans une théorie du risque.

## Le jeu
Il oppose un joueur et une banque dans un jeu à somme nulle. Pour pouvoir participer, le joueur offre une mise initiale, encaissée définitivement par la banque. On lance une pièce de monnaie à pile ou face tant qu'elle sort pile. Le jeu se termine quand face apparaît et alors la banque paie son gain au joueur. Ce gain est initialement d'un euro, doublé pour chaque apparition de pile. Ainsi, le gain est de 1 si face apparaît au premier lancer, 2 si face apparaît au deuxième, 4 au troisième, 8 au quatrième, etc. Donc, si face apparaît pour la première fois au n-ième lancer, la banque paie {\displaystyle 2^{n-1}} euros au joueur.

### La question
Quelle est la mise initiale du joueur pour que le jeu soit équitable, c'est-à-dire pour que la mise initiale du joueur soit égale à son espérance de gain, et que ni la banque ni le joueur ne soient avantagés par ce jeu ?
Autrement dit, si la loi des grands nombres s'appliquait, quel est le gain moyen espéré du joueur au cours d'une partie ? 

### Calcul
Si face intervient dès le premier lancer, on gagne 1 euro. La probabilité pour que cela arrive est ½, ce qui donne une espérance de gain pour ce cas de 1/2× 1=1/2. Si face intervient pour la première fois au 2e lancer, ce qui se produit avec une probabilité de ½×½=1/4, le gain est de 2 euros, ce qui aussi fait une espérance de gain de 1/2 euro pour ce cas.
Plus généralement, si face apparaît pour la première fois au n-ième lancer, ce qui se produit avec une probabilité de ½n, le gain est de 2(n-1) euros, d'où une espérance de gain de 2(n-1)/½n,soit 1/2 euro pour ce n-ième coup.
L'espérance s'obtient en sommant les espérances de gain de tous les cas possibles.
On somme une infinité de termes qui valent tous 1/2 : la somme est donc infinie. Si l'on pouvait appliquer la loi forte des grands nombres, on en déduirait que le jeu est donc favorable au joueur (défavorable à la banque) dans tous les cas, sauf si la mise initiale était infinie.

## Le paradoxe
Le paradoxe réside dans le fait qu'il semble rationnel en appliquant naïvement la loi des grands nombres et si le gain seul importait, d'offrir de miser la totalité de ses biens pour pouvoir jouer à ce jeu dont on vient de voir qu'il offrait une espérance de gain infinie (donc bien supérieur à n'importe quelle mise), et que pourtant personne, observe Daniel Bernoulli, ne ferait une chose pareille.
La réponse à ce paradoxe a été de trois ordres : 
- la loi des grands nombres ne s'applique pas car l'espérance mathématique est infinie[7] ;
- la valeur accordée à une somme d'argent n'est pas une fonction simplement linéaire : on accorde à chaque euro supplémentaire une utilité différente.
- le risque est perçu comme un coût, (de sorte que par exemple une chance sur deux de gagner deux euros et une chance sur deux de gagner zéro, "vaut" moins d'un euro) : aversion au risque ;

Ces trois axes ne s'opposent pas, ils peuvent être vrais en même temps et ainsi contribuer à la décision de limiter sa mise.

### Difficulté à comprendre
Pour Émile Borel, « Il y a, à mon avis, un très grand intérêt scientifique et social à ce que les principes fondamentaux du calcul des probabilités soient admis sans restriction par le plus de personnes possible ». Le paradoxe illustre pour lui que, faute de cette capacité les gens ne sont pas en mesure de mesurer le gain, feront une mise inadéquate (trop basse dans ce jeu, ou peut-être trop haute dans un autre jeu) ou encore préféreront refuser un jeu qui leur semble trop complexe.

### Utilité
La notion d'utilité est présente dès l'époque de Bernoulli, mais ne se développe que vers le milieu du XIXe siècle. Elle traduit le fait que chaque euro supplémentaire a d'autant moins de valeur que vous en avez déjà plus, qu'un euro de plus a moins d'importance si vous avez déjà mille euros en poche que si vous n'avez rien, que dix millions d'euros supplémentaires vous sont plus utiles qu'un million mais pas dix fois plus.
Pour Daniel Bernoulli, c'est l'utilité qui importe au joueur et non le gain, et cette utilité est décroissante, logarithmique, ce qui signifie que le doublement de la somme gagnée ne fait qu'accroitre d'une unité l'utilité. Dans le cadre du paradoxe, l'utilité prend alors une valeur finie et relativement faible, ce qui rend rationnel de faire une mise limitée.

### Aversion au risque
Ce comportement d'apparence irrationnelle est à l'origine de la notion d'aversion au risque. Il a été formalisé sous la forme de fonction d'utilité et a donné naissance à la théorie de la décision.
En définitive, la décision de jouer ou de ne pas jouer à ce jeu est analogue à la décision d'investir ou non dans un produit financier : elle doit dépendre de la relation au risque de chaque individu, elle-même dépendant de nombreux paramètres, comme la fortune de départ, la somme qu'on est prêt à perdre, la pression sociale, les usages alternatifs qu'on pourrait faire de la mise, le nombre de fois qu'il serait admis de jouer au jeu, etc. En finance, le ratio de Sharpe illustre que les décisions rationnelles sont fondées sur l'analyse du rapport bénéfice/risque, et non sur la seule analyse du premier de ces deux paramètres.
Ce paradoxe montre que la notion d'espérance n'est pas toujours suffisante en probabilités. Si le gain est ici « en moyenne » infini, il faut disposer de fonds eux aussi infinis et jouer une infinité de fois pour pouvoir bénéficier de gains à coup sûr.

## Formalisation mathématique
Soit {\displaystyle p_{k}} la probabilité que face apparaisse seulement au bout de k lancers, la probabilité d'avoir (k-1 fois) pile puis face,
{\displaystyle p_{k}={\frac {1}{2}}\cdot {\frac {1}{2}}\dotsb {\frac {1}{2}}={\frac {1}{2^{k}}}.}
L'espérance de gain,
{\displaystyle E={\frac {1}{2}}\cdot 1+{\frac {1}{4}}\cdot 2+{\frac {1}{8}}\cdot 4+\cdots =\sum _{k=1}^{\infty }{\frac {1}{2^{k}}}\cdot 2^{k-1}=\sum _{k=1}^{\infty }{1 \over 2}=\infty .}
Cependant, cela signifie que l'on ne peut pas appliquer la loi forte des grands nombres qui nécessite que E soit fini.
Mais une version généralisée de la loi faible des grands nombres permet d'affirmer que le gain moyen de {\displaystyle n} parties tend en probabilités vers {\displaystyle {\tfrac {1}{2}}\log _{2}{n}} lorsque {\displaystyle n\to +\infty }.
Le montant initial que peut vouloir demander un participant dépend donc du nombre de parties qu'il veut jouer, de manière croissante.

### Fonction d'utilité
En introduisant une fonction d'utilité qui ne croît pas trop vite, par exemple {\displaystyle u(x)=\ln(x)}, on définit une espérance d'utilité qui est finie,
{\displaystyle EU=\sum _{k=1}^{\infty }p_{k}u(2^{k-1})=\sum _{k=1}^{\infty }{\ln(2^{k-1}) \over {2^{k}}}=\ln(2)\sum _{k=1}^{\infty }{\frac {k-1}{2^{k}}}=\ln(2)<\infty .}
Le choix d'une telle fonction n'est qu'un exemple, couramment utilisé mais qui ne reflète pas vraiment la réalité de l'expérience en question. Si l'utilité d'un euro est de 1, l'utilité de 15 euros est très proche de 15. Ce n'est que pour des valeurs très grandes que l'utilité décroît.

### Variante du jeu: montant fini
Si on suppose que la banque ne dispose que d'une somme finie, les calculs sont les mêmes, à ceci près que la série n'est plus infinie. Par exemple, si on suppose qu'elle ne dispose « que » de 2N euros, la banque ne pourra pas payer plus si face apparaît au bout de N+1 lancers. Pour obtenir l'espérance de gain moyen on somme toutes les probabilités de gain. L'espérance de gain est maintenant finie.
{\displaystyle E\ =\ \sum _{k=1}^{N}p_{k}2^{k-1}+\sum _{k=N+1}^{\infty }p_{k}2^{N}\ =\ \sum _{k=1}^{N}{1 \over 2}+2^{N}\left(1-\left(1-{1 \over {2^{N}}}\right)\right)\ =\ {N+2 \over 2},}
Le jeu est équitable si la mise de départ est égale à (N+2)/2 euros. Une mise plus haute est défavorable au joueur, une mise moins haute est défavorable à la banque.
Ainsi, pour une valeur réaliste du capital de la banque, par exemple un milliard d'euros, la mise équitable sera de seize euros ; ce résultat lui aussi réaliste (et compatible avec l'intuition des joueurs) semble n'avoir été que rarement remarqué (c'est par exemple la solution que donne George Gamow à ce paradoxe dans Puzzle Math).

### Autres variantes
Notons que l'espérance de gain est infinie même si les règles du jeu sont légèrement modifiées de façon à apparaître a priori encore plus avantageuses pour la banque. Soit {\displaystyle \alpha ,\beta } fixés, le joueur ne reçoit le gain {\displaystyle 2^{k-\alpha }} que si face apparait au bout de {\displaystyle k>=\beta } lancers, si face apparaît avant le joueur ne touche rien.
{\displaystyle E=\sum _{k=\beta }^{\infty }{\frac {1}{2^{k}}}\cdot 2^{k-\alpha }=\sum _{k=\beta }^{\infty }{1 \over 2^{\alpha }}=\infty .}